# 뮤 로켓

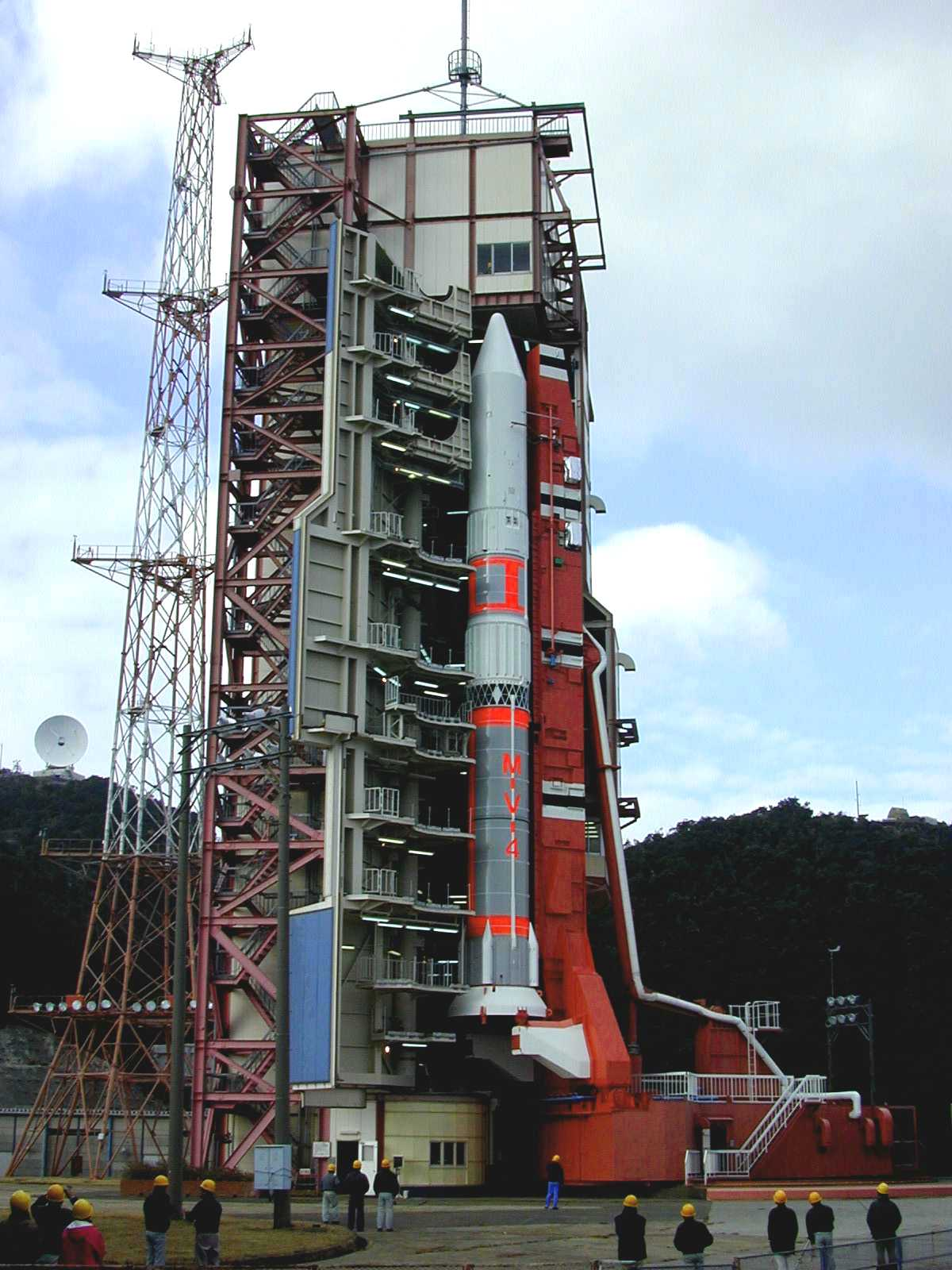
M-V-4

뮤 로켓(Mu)은 일본의 로켓 시리즈로 우치노우라에서 1966년부터 2006년까지 사용되었던 로켓 시리즈이다.
원래 일본의 우주 및 우주 과학 연구소에서 개발한 뮤 로켓은 나중에 ISAS가 그 일부가 된 후 일본 항공 우주 탐사국에서 운영되었다.

## 뮤 로켓 패밀리

뮤 계열의 로켓들.

## 같이 보기
- 엡실론 (로켓)